# Vereinbarung über die Beilegung der Krise in der Ukraine

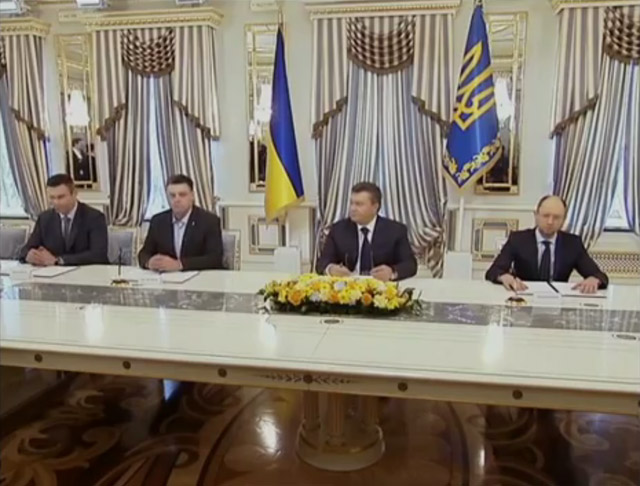
Unterzeichnung des Vertrages, v. l. n. r.: Vitali Klitschko, Oleh Tjahnybok, Wiktor Janukowytsch und Arsenij Jazenjuk

Die Vereinbarung über die Beilegung der Krise in der Ukraine ist ein Vertrag, der am 21. Februar 2014 in Kiew unterzeichnet wurde. Er entstand im Zuge der Staatskrise in der Ukraine, die aus den Ausschreitungen während des Euromaidans hervorging.

## Unterzeichner
Unterschrieben wurde der Vertrag auf Seiten der Regierung von Wiktor Janukowytsch, dem Präsidenten der Ukraine, und auf Seiten der Opposition von Vitali Klitschko von der Partei UDAR, Oleh Tjahnybok von der Partei Allukrainische Vereinigung „Swoboda“ sowie von Arsenij Jazenjuk von der Partei Timoschenkos Allukrainische Vereinigung „Vaterland“.

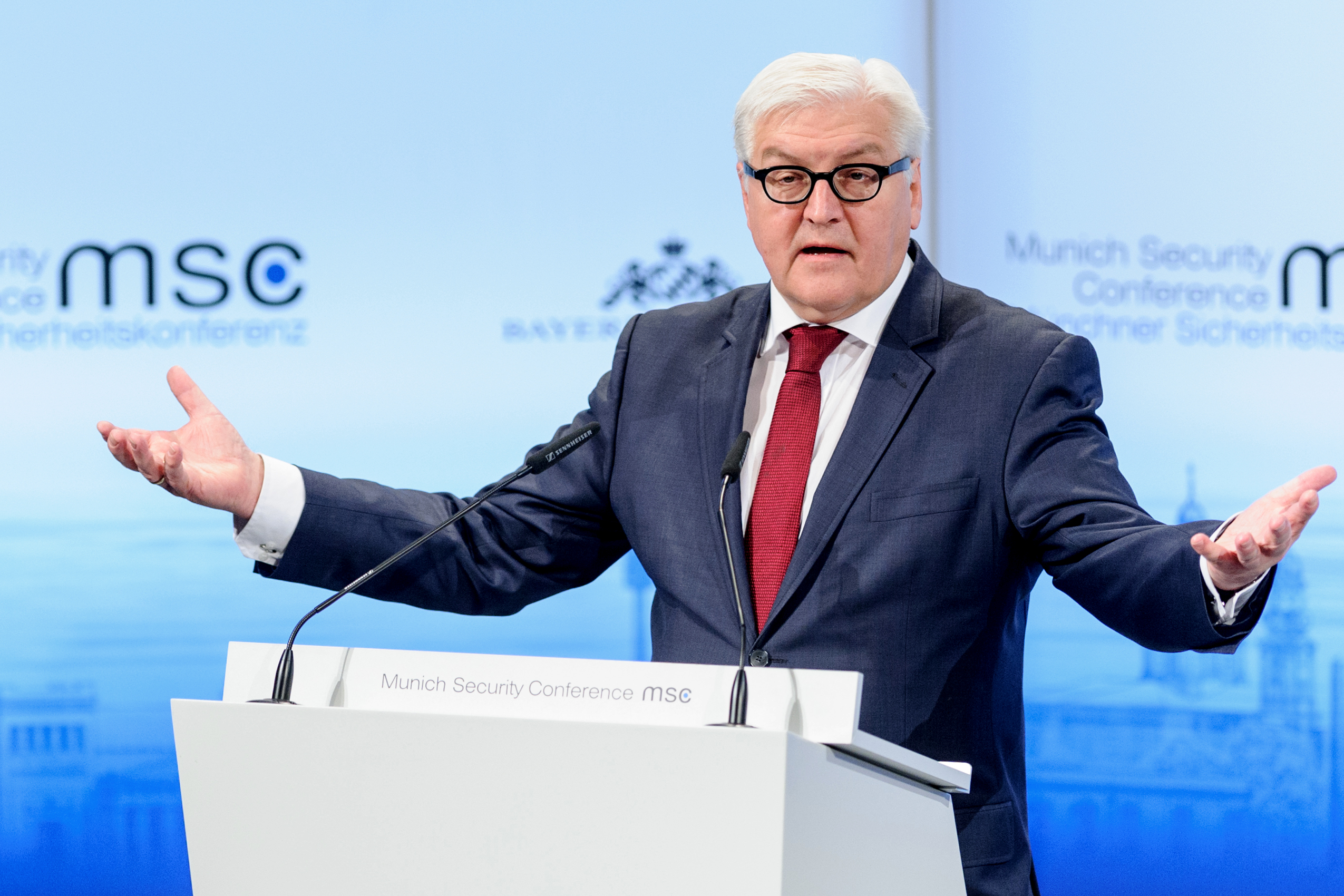
Der deutsche Außenminister Frank-Walter Steinmeier (hier Anfang Februar 2014 bei der 50. Münchner Sicherheitskonferenz) unterzeichnete als Zeuge die Vereinbarung

Des Weiteren unterschrieben der polnische Außenminister Radosław Sikorski, der deutsche Außenminister Frank-Walter Steinmeier und Eric Fournier, Direktor im Außenministerium Frankreichs, als Zeugen den Vertrag.
Neben Sikorski und Steinmeier waren auch der Außenminister Frankreichs Laurent Fabius sowie Wladimir Lukin als Vertreter der Russischen Föderation an den Vertragsverhandlungen beteiligt. Fabius reiste noch vor Vertragsunterzeichnung nach China weiter, Lukin unterschrieb ebenfalls nicht, erklärte jedoch, dass dies nicht bedeute, dass Russland nicht an einem Kompromiss interessiert sei.
Steinmeier und Sikorski hatten auch vor Vertretern des Maidan-Rates für diese Vereinbarung geworben, und schließlich stimmte auch der Rat dem Abkommen zu, wobei allerdings keine Unterzeichnung der Vereinbarung durch Vertreter des Maidan-Rates erfolgte.

## Inhalt
Die Unterzeichner einigten sich auf folgende Punkte:
1. Dass innerhalb von 48 Stunden nach der Unterzeichnung des Vertrages ein Sondergesetz erlassen, unterzeichnet und verkündet wird, welches die Verfassung von 2004 wieder einführt. Die Unterzeichner erklären ihre Absicht, eine Koalition und innerhalb von zehn Tagen eine Regierung der nationalen Einheit zu bilden.
2. Den sofortigen Beginn der Arbeit zu einer Verfassungsreform, welche die Befugnisse des Präsidenten, der Regierung und des Parlaments neu regelt. Die Verfassungsreform soll im September 2014 abgeschlossen sein.
3. Vorgezogene Präsidentschaftswahlen finden statt, sobald die neue Verfassung angenommen wurde, jedoch nicht später als Dezember 2014. Neue Wahlgesetze werden verabschiedet, und eine neue Zentrale Wahlkommission wird auf der Grundlage der Verhältnismäßigkeit und gemäß den Regeln der OSZE und Venedig-Kommission gebildet werden.
4. Die gemeinsame Untersuchung der jüngsten Gewaltakte. Die Behörden werden dabei von der Opposition und dem Europarat überwacht.
5. Die Behörden werden den Ausnahmezustand nicht verhängen. Die Behörden und die Opposition werden die Anwendung von Gewalt unterlassen. Das Parlament wird eine dritte Amnestie erlassen, welche den gleichen Bereich illegaler Aktionen wie die Amnestie vom 17. Februar 2014 abdecken wird. Beide Parteien werden ernsthafte Anstrengungen zur Normalisierung des Lebens in den Städten und Dörfern, durch den Rückzug aus Verwaltungs- und öffentlichen Gebäuden und durch Entsperren von Straßen, Parkanlagen und Plätzen, unternehmen. Illegale Waffen sollten dem Innenministerium innerhalb von 24 Stunden nach Inkrafttreten des Sondergesetzes, gemäß Punkt 1 dieses Dokuments, übergeben werden. Nach dieser Frist fallen alle Fälle von illegalem Transport und Lagerung von Waffen wieder unter die Gesetze der Ukraine. Die Behörden und die Opposition werden die Konfrontation verringern. Die Regierung wird die Ordnungskräfte nur für den physischen Schutz von öffentlichen Gebäuden nutzen.
6. Die Außenminister von Frankreich, Deutschland, Polen und der Repräsentant des Präsidenten von Russland rufen dazu auf, die Gewalt und die Konfrontation sofort zu beenden.

## Weitere Entwicklung
Am  21. Februar erfuhr Janukowytsch, dass die Demonstranten das Ergebnis seiner Verhandlungen mit den europäischen Außenministern und den Maidanvertretern ablehnten. Konrad Schuller (FAZ) stellte am 9. Februar 2015 dar, als Janukowytsch gesehen habe, wie der Majdan die Männer, die eben noch mit ihm ein Abkommen unterzeichnet hatten, in der Luft zerriss, müsse er verstanden haben, dass seine Zeit um war. Einer, der damals bei ihm war, habe berichtet, der Präsident sei überzeugt gewesen, die Opposition werde binnen weniger Stunden kommen "und ihn umbringen". Noch vor Mitternacht vom 21. zum 22 Februar seien Janukowitsch, seine Geliebte und einige Begleiter deshalb in einen Hubschrauber geklettert. Während des Flugs habe er eine langjährige Vertraute angerufen und mitgeteilt, seine Wache habe ihm mitgeteilt, der Sturm komme, er habe noch vierzig Minuten. Schuller berichtet, Wolodymyr Parasjuk habe von einer Bühne des Maidan unter tosendem Jubel zum Sturm auf die Präsidentenkanzlei aufgerufen. "Wenn Janukowitsch bis zum Morgen nicht zurücktrete, werde man losziehen und ihn holen."
Nach Darstellung von Benjamin Bidder und Matthias Gebauer (Spiegel) vom 21. Februar 2014 widersprach der Rechte Sektor sofort den Vereinbarungen zugunsten ihrer eigenen Forderungen: sofortige Auflösung des Parlaments, sofortige Verhaftung des Innenministers, Verbot von Janukowitschs "Partei der Regionen", umgehender Rücktritt des "Pseudo-Präsidenten". Die Menge auf dem Maidan habe die Regelungen der Vereinbarung begrüßt, aber gegen den Termin der Neuwahl im Dezember protestiert, der nur 3 Monate vor dem regulären Wahltermin lag (Die Vereinbarung sah vor, dass eine Neuwahl spätestens im Dezembern erfolgen sollte). Konrad Schuller (FAZ) stellte demgegenüber am 22. Februar 2014 dar, dass unmittelbar nach Bekanntwerden der Unterzeichnung der Vertrag von vielen Euromaidan-Demonstranten und von informellen Gruppen auf dem Maidan abgelehnt worden sei, sie hätten weiterhin einen sofortigen Rücktritt Janukowytschs gefordert.
Die Amtsräume des Präsidenten in Kiew und seine Privatresidenz wurden am nächsten Morgen, dem 22. Februar, von Gruppen Protestierender besetzt. Medienberichten zufolge verhinderten die ukrainischen Grenztruppen einen ersten Versuch von Janukowytsch am 22. Februar, sich per Flugzeug vom Flughafen Donezk aus ins Ausland abzusetzen.
Bereits am 22. Februar, d. h. am Folgetag des Abkommens, habe Janukowytsch einseitig das Abkommen gebrochen, indem er nicht dessen Umsetzung unterstützte und stattdessen aus Kiew geflohen sei, so Konrad Schuller am 24. Februar 2015. Er bezeichnete die Oppositionsführer als „Kriminelle“ und teilte mit, er würde nichts unterzeichnen, auch nicht die vereinbarte Verfassungsänderung, die im ersten Punkt der Vereinbarung genannt wird. Das ukrainische Parlament erklärte aufgrund dieses Bruchs der Kompromisslösung, dass sich Janukowytsch der Ausführung seiner verfassungsmäßigen Befugnisse selbst enthoben habe und somit seine Pflichten nicht erfüllen würde. Er wurde durch den Parlamentspräsidenten Oleksandr Turtschynow als kommissarisches Staatsoberhaupt ersetzt, zudem wurde eine Neuwahl des Präsidenten für den 25. Mai festgelegt.
Bei einem Treffen von Steinmeier, Fabius und Sikorski am 31. März 2014 in Weimar wurde eine Erklärung beschlossen, in der die neue ukrainische Führung dazu aufgerufen wurde, den Kern der Vereinbarung als Teil ihrer Politik umzusetzen.
Trotz allem kam es ab April 2014 zu einem Krieg in der Ukraine, der mit der Ausrufung der von Russland kontrollierten sogenannten Volksrepubliken Donezk und Lugansk begann und Anfang 2022 in einem militärischen Angriff Russlands auf die Republik Ukraine insgesamt eskalierte.